# Archias de Pella
Pour les articles homonymes, voir Archias.
Archias, fils d’Anaxidotos de Pella (en Grec ancien : Ἀρχίας Ἀναξιδότου Πελλαῖος), était un triérarque de Néarque, officier et géographe macédonien.
Avec une flotte de 30 navires, il atteignit l’île de Tylos, dont il rapporta qu’elle se situe « à environ une journée et une nuit de navigation » - à partir de l’embouchure de l’Euphrate.

## Sources
- Arrien, Anabase [lire en ligne], VII